# Silja Samerski
Silja Samerski ist eine deutsche Sozialwissenschaftlerin und Biologin. Sie ist Professorin am Fachbereich Soziale Arbeit und Gesundheit der Hochschule Emden/Leer.

## Studium und berufliche Tätigkeit
Samerski studierte von 1989 bis 1996 Biologie, Philosophie und Empirische Kulturwissenschaft an der Eberhard Karls Universität Tübingen. In ihrer Diplomarbeit im Fach Humangenetik befasste sie sich mit der ribosomalen Verwandtschaft Madagassischer Halbaffen.
Im Anschluss daran ging sie nach Bremen, wo sie die persönliche Assistentin von Ivan Illich wurde und über Technikgeschichte, Konvivialität und Gemeinsinn forschte. Außerdem promovierte sie in dieser Zeit in Hannover bzw. Bremen bei Barbara Duden über selbstbestimmte Entscheidung durch genetische Beratung. Seitdem gilt ihr Forschungsinteresse den Auswirkungen gentechnischer Entwicklungen und Prozesse auf das Subjekt und das menschliche Zusammenleben.
Im Anschluss an die Promotion im Jahre 2002 war Samerski bis 2012 wissenschaftliche Mitarbeiterin an der Leibniz Universität Hannover, wo sie weiter auf sozialwissenschaftlicher Ebene zur Gen-Technik forschte (u. a. im BMBF-Projekt Das ‚Alltags-Gen‘ – Die semantischen und praxeologischen Umrisse von ‚Gen‘, wenn es in der Alltagssprache eingesetzt wird). Von 2013 bis 2015 war Samerski dann Postdoktorandin am DFG-Graduiertenkolleg Selbstbildungen – Praktiken der Subjektivierung an der Carl von Ossietzky Universität Oldenburg. Hierauf folgte eine Tätigkeit als wissenschaftliche Mitarbeiterin am Institut für Ethnologie und Kulturwissenschaft an der Universität Bremen in einem internationalen Forschungsprojekt zu Gesundheit, Wohlfahrt und Superdiversity. Nach einer kurzzeitigen Tätigkeit als Dozentin für Gesundheitswissenschaften im Studiengang Soziale Arbeit an der Hochschule Bremen im Jahre 2017 wurde Samerski im Folgejahr auf eine Professur für Soziale Arbeit mit Schwerpunkt Gesundheit an die Hochschule Emden/Leer berufen.
Samerski gilt als Expertin in Bezug auf das Leben, Denken und Werk Ivan Illichs. Seit seinem Tod im Jahre 2002 leitet sie eine lose Arbeitsgruppe, die unter dem Namen „Denken nach Illich“ versucht, die Denktradition Illichs fortzuführen. Außerdem gehört sie der „Stiftung Concivial“ mit Sitz in Bochum an, die sich ebenfalls mit dem geistigen Erbe Illichs befasst und u. a. einen Stiftungspreis für wissenschaftliche, ästhetische, oder persönliche Beiträge auslobt, „die die kritische Perspektive Ivan Illichs aufnehmen und fortführen“.

## Werke

### Monographien
- Silja Samerski: Die Entscheidungsfalle. Wie genetische Aufklärung die Gesellschaft entmündigt. Wissenschaftliche Buchgesellschaft, Darmstadt 2010.
  - Englischsprachige Ausgabe: Silja Samerski: The decision trap. Genetic education and its social consequences. Imprint Academic, Exeter, Devon 2015.
- Silja Samerski: Die verrechnete Hoffnung. Von der selbstbestimmten Entscheidung durch genetische Beratung. Westfälisches Dampfboot, Münster 2002.

### Sammelband/Herausgeberschaft
- Silja Samerski, Anna Henkel, Frank Ettrich: Editorial (Die Agonie der Entscheidung/Arbeit und Lebensführung). In: Berliner Journal für Soziologie, 2015, 25 (1/2).
- Barbara Duden, Silja Samerski, Kirsten Vogeler (Hrsg.): Die gesichtslose Patientin. Wie Menschen hinter Daten verschwinden. Mabuse, Frankfurt (in Arbeit).

### Nachschlagewerke
- Silja Samerski: Pregnancy, personhood and the making of the fetus. In: Lisa Disch, Mary Hawkesworth (Hrsg.): Oxford Handbook of Feminist Theory. Oxford University Press, Oxford 2015; doi:10.1093/oxfordhb/9780199328581.013.36.
- Silja Samerski: Genetic testing. In: Carl Mitcham (Hrsg.): Encyclopedia of Science, Technology and Ethics. Macmillan, New York (im Druck).
- Silja Samerski: Genetic counseling. In: Carl Mitcham (Hrsg.): Encyclopedia of Science, Technology and Ethics. Macmillan, New York 2005 (überarbeitete Neuauflage voraussichtlich 2015).

### Aufsätze in Zeitschriften (Auswahl)
- Silja Samerski: Tools for Degrowth? Ivan Illich’s Critique of Technology revisited. In: Journal for Cleaner Production, 2016; doi:10.1016/j.jclepro.2016.10.039
- Silja Samerski: Patientenautonomie und Entscheider-Subjekt. Von den Aufklärungspflichten des Arztes zu den Informations- und Entscheidungspflichten des Patienten. In: Archiv für Rechts- und Sozialphilosophie, 2015, 101 (4), S. 565–576.
- Silja Samerski, Anna Henkel: Responsibilisierende Entscheidungen. Strategien und Paradoxien des sozialen Umgangs mit probabilistischen Risiken am Beispiel der Medizin. In: Berliner Journal für Soziologie, 2015, 25, S. 83–110.
- Silja Samerski: Professioneller Entscheidungsunterricht. Vom Klienten zum mündigen Entscheider. In: Leviathan. Berliner Zeitschrift für Sozialwissenschaft, 2013, 41 (1), S. 144–162.
- Silja Samerski: Genetic counseling and the fiction of choice: Taught self-determination as a new technique of social engineering. In: Signs: Journal of Women in Culture and Society, 2009, 34, S. 735–761.
- Silja Samerski: The unleashing of genetic terminology: How genetic counseling mobilizes for risk management. In: New Genetics and society, 2006, 25, S. 197–208.
- Silja Samerski: Autonomy and therapy. In: New Perspectives Quarterly, 2005, 22, S. 71–77.